# Мокіті Сайто
Мокіті Сайто  (яп. 斎藤 茂吉 Сайто: Мокіті) , 4 травня 1882, Канакаме, Мінамімураяма, Ямагата — 25 лютого 1953, Токіо) — японський поет, літературний критик, письменник і психіатр. Учень Іто Сатіо.
Ім'я при народженні — Мокіті Морія (яп. 守谷茂吉).

## Біографія
Народився 14 травня 1882 року у селі Канакаме повіту Мінамімураяма (зараз місто Камінояма, префектура Ямагата) у заможній селянській сім'ї, яка займалася шовківництвом. Третій син Кумадзіро Морії.
У 1896 році оселився у будинку власника клініки в Аоямі Кіїті Сайто. Навчався у різних школах Токіо. Оскільки у Кіїті Сайто не було спадкоємця, у 1905 році він усиновив Мокіті.
З 1905 до 1910 рік навчався на медичному факультеті (за спеціальністю психіатрія) Токійського імператорського університету, після закінчення якого працював у психіатричній лікарні у Сугамо. Тут опублікував статтю «Паралітичне недоумство та реакція Вассермана». Згодом працював і в психіатричних відділеннях інших лікарень і психіатричних лікарнях при в'язницях.
У студентські роки познайомився із посмертно виданою збіркою танка Масаокі Сікі «Пісні бамбукового селища». Під враженням від прочитаного приєднався до гуртка учнів і послідовників Масаокі при журналі «Асібі» та став учнем Іто Сатіо, який був другом і продовжувачем справи поета. Тут він познайомився з розробленим Масаокою методом «віддзеркалення життя» — сясей.
У поетичній групі при журналі «Арарагі», заснованому Іто Сатіо у 1908 році, досить швидко став провідним поетом — автором танка. Видана у 1913 році збірка «Багряна заграва» (яп. 赤光) закріпила за ним славу майстра танка.
Того ж 1913 року приголомшений смертю матері написав цикл танка «Мати, яка помирає» (яп. 死にたまふ母).
У 1914 році одружився зі старшою дочкою Кіїті Сайто, Теруко.
У 1917 році переїхав до Нагасакі, де був прийнятий професором у Медичний коледж.
У 1921 році поїхав вивчати психіатрію до Європи, навчався у Відні у професора Отто Марбурга, тут опублікував статтю «Карта мозку паралізованого» (нім. Die Hirnkarte des Paralytikers). Після цього вирушив навчатися до Мюнхена. У 1924 році на шляху до Японії, під час зупинки у Гонконгу, дізнався, що лікарня Кіїті Сайто згоріла, і вирішив докласти всіх зусиль для її відновлення. Того ж року здобув у Токійському університеті ступінь доктора медицини.
Для того, щоб зібрати гроші на відновлення лікарні, опублікував ряд есе про європейські країни, музеї та витвори мистецтва.
У 1926 році помер Сімагі Акахіко, який займався журналом «Арарагі» після смерті Сатіо Іто у 1913 році. Мокіті Сайто взяв редагування журналу на себе.
Зумівши відновити лікарню прийомного батька, розлучився із дружиною, оскільки вважав свій шлюб невдалим. Був таємно закоханий у Фусако Нагаї, яка навчалася у нього віршуванню.
У 1945 році продав постраждалу під час бомбардування лікарню армії та переїхав до рідної Канакаме.
У 1947 році опублікував добірку написаних під час поїздки Європою танка «Далека поїздка» (яп. 遠遊).
У 1952 році видавництво «Іванами» почало видавати повні збори творів Мокіті Сайто у 56 томах.

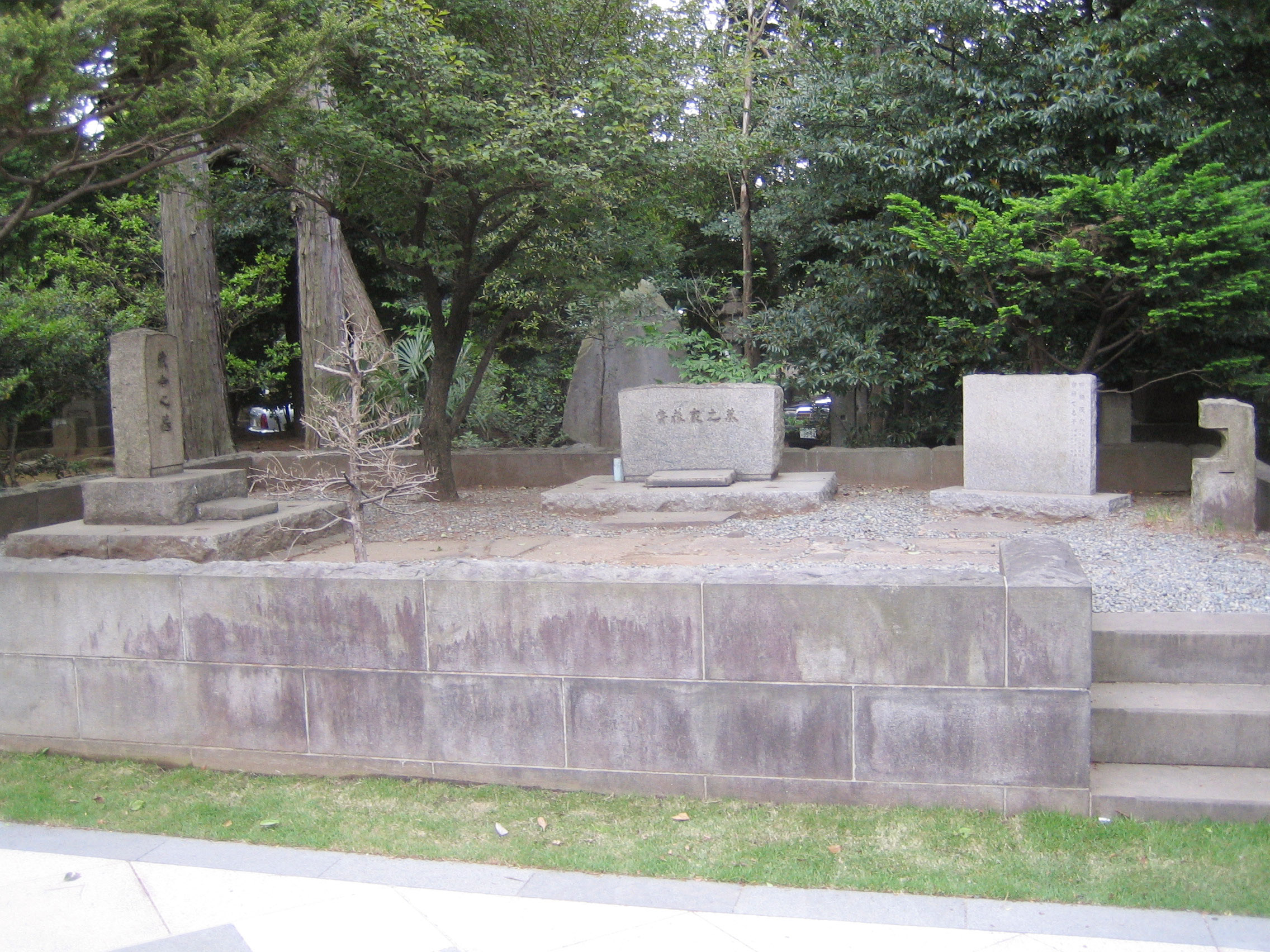
Могила Мокіті Сайто та членів його сім'ї

Помер Мокіті Сайто 25 лютого 1953 року у Токіо. Похований на цвинтарі Аояма.

### Сім'я
У Мокіті Сайто було двоє синів і дві доньки. Обидва його сини стали психіатрами та письменниками, при цьому старший, Сігета, більше відомий як психіатр, а молодший, Сокіті, — як письменник (пише під псевдонімом Моріо Кіта).

## Творчість
Мокіті Сайто нерідко називається одним із найзначніших поетів Японії XX століття. Критики відзначають його внесок у розвиток жанру танка: поєднання традиційних особливостей танка з вимогами сучасного поетові часу зробили його поезію актуальною та допомогли надати танку нового імпульсу розвитку.
Усього поет написав близько 17 тисяч танка, а також близько 70 статей, включно з есе, критичними оглядами та науковими статтями у галузі психіатрії.

## Нагороди
- 1940 — Премія Японської академії наук[4].
- 1950 — Літературна премія Еміурі[4].
- 1951 — орден Культури[3].
- 1952 — Заслужений діяч культури[en].

## Пам'ять

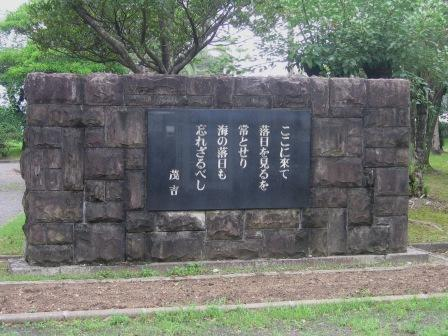
Пам'ятний камінь з віршем Мокіті Сайто в Ундзені

- У парку Міюкі рідного міста Мокіті Сайто організовано його меморіальний музей[6].
- У Японії встановлено понад 130 пам'ятних каменів, присвячених творчості Мокіті Сайто[6].